# کنیژیتشکی
کنیژیتشکی (به چکی: Kněžičky) یک منطقهٔ مسکونی در جمهوری چک است که در ناحیه نیمبورک واقع شده‌است.